# Сикст IV
Сикст IV (лат. Sixtus PP. IV; в миру Франче́ско де́лла Ро́вере, итал. Francesco della Rovere; 21 июля 1414, Челле-Лигуре, Лигурия — 12 августа 1484, Рим) — папа римский с 9 августа 1471 года по 12 августа 1484 года.

## Биография

### Ранняя карьера
Франческо делла Ровере родился 21 июля 1414 года в Савоне, близ Генуи, в обедневшей дворянской семье, и был сыном Леонардо делла Ровере и Лукины Монлеони. Вступил во францисканский орден, который направил его для изучения юриспруденции в Падую и Болонью. В 1464 году был избран генералом ордена В 1467 году от папы Павла II получил сан кардинала-священника с титулом церкви Сан-Пьетро-ин-Винколи. Аббат бенедиктинского аббатства Сант-Эустакьо с 5 сентября 1470.
Был автором нескольких трактатов по церковному праву. Тиару получил в результате шагов, не лишённых характера подкупа.

### Избрание
После своего избрания папой делла Ровере принял имя Сикст, не использовавшееся с V века. Одним из первых его действий было объявление нового крестового похода против турок-османов. Однако после завоевания Смирны флот был распущен. Сикст также предпринял некоторые бесплодные попытки[какие?] к объединению с греческой церковью.

### Непотизм

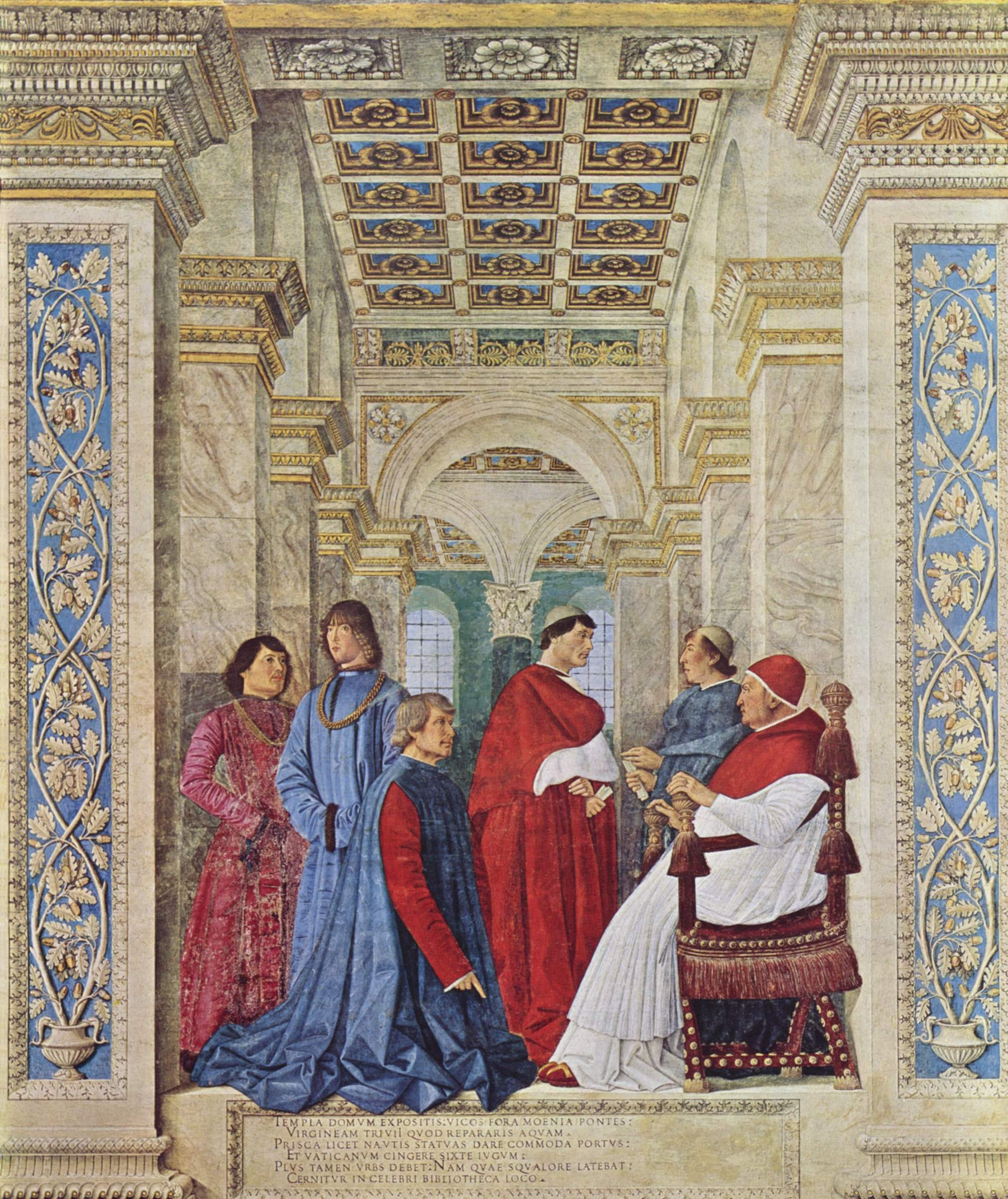
Папа Сикст IV назначает Бартоломео Платину префектом Ватиканской библиотеки

Став папой, неустанно радел об интересах собственной семьи. Его племянник кардинал Пьетро Риарио стал одним из самых богатых людей в Риме и фактически вел внешнюю политику папы Сикста. В 1474 году Пьетро умер молодым, и его роль перешла к Джулиано делла Ровере.
Идеалом делла Ровере было создание из папства (по образцу других княжеств Италии) светской монархии, управляемой кардиналами, связанными с папой родственными узами. Сикст IV возвёл в кардинальское достоинство пять своих непотов, а десять других назначил на высокие церковные должности. Папа стал продвигать своих родственников и по светской карьерной лестнице. Он помог своему племяннику Джованни стать синьором Сенигаллии, организовал его брак с дочерью Федериго да Монтефельтро, герцога Урбино, от этого союза пошла линия герцогов Урбино-делла Ровере.
Сикст покровительствовал сыну своей племянницы, кардиналу Рафаэле Риарио, который был лидером неудачного «Заговора Пацци» 1478 года с целью убийства Лоренцо Медичи и его брата Джулиано, чтобы передать власть во Флоренции другому папскому племяннику, Джироламо Риарио. Франческо Сальвиати, архиепископ Пизы и главный организатор заговора, был повешен на стенах флорентийского Палаццо Веккьо. На это Сикст IV ответил интердиктом и двухлетней войной с Флоренцией.
Согласно более поздней хронике итальянского историка Стефано Инфессуры «Дневник города Рима», Сикст был «любителем мальчиков и содомитов» — вручал бенефиции и епископские кафедры в обмен на сексуальные услуги. Однако следует помнить, что Инфессура был сторонником семьи Колонна и поэтому не был беспристрастен к папам.

### Внешняя политика
Родовое честолюбие Сикста было причиной серьёзных конфликтов с Миланом и Венецией, которые с беспокойством следили за ростом могущества семьи делла Ровере. Вмешательство короля Франции Людовика XI и неаполитанской монархии подлило ещё масла в огонь. Папская семья втянулась в различные локальные военные конфликты, которые папа не одобрял, но и ничего не делал, чтобы их предотвратить.
Так, Сикст продолжил спор с королём Людовиком XI, который оставил в силе Прагматическую санкцию (1438), согласно которой папские декреты должны были получить королевскую санкцию, прежде чем могли быть обнародованы во Франции. Этот документ был краеугольным камнем привилегий галльской церкви, а король пытался маневрировать в отношениях с папой, рассчитывая заменить короля Фердинанда I Неаполитанского французским принцем. Людовик был в конфликте с папством, и Сикст мог помешать планам короля.
1 ноября 1478 года Сикст издал папскую буллу «Exigit Sincerae Devotionis Affectus», которая создавала инквизицию в королевстве Кастилии. Сикст согласился её издать под политическим давлением со стороны Фердинанда Арагонского. Тем не менее папа поссорился с королём из-за прерогатив инквизиции и осудил наиболее вопиющие злоупотребления в 1482 году.
Как правитель Папской области, Сикст убедил венецианцев напасть на Феррару, которую он хотел передать в руки своего племянника. Эрколе I д’Эсте, герцог Феррары, был связан с семьями Сфорца в Милане и Медичи во Флоренции, а также с королём Неаполя, который считался защитником папства. Разгневанные итальянские князья заставили Сикста IV заключить мир, к его великому неудовольствию. За отказ прекратить боевые действия, которые он сам и инициировал, Сикст наложил на Венецию интердикт в 1483 году.

### Церковные дела
В 1482 Сикст IV опубликовал нормы, определяющие границы деятельности инквизиции в Испании, подчиняя её управлению великого инквизитора, первым из которых стал доминиканец Торквемада. В 1482 он канонизировал Бонавентуру — средневекового францисканского теолога.
Первым объявил о введении предварительной цензуры на книги (духовного содержания) в 1471. В 1475 начал подготовку к календарным преобразованиям и исправлению пасхалии. С этой целью в Рим из Нюрнберга был приглашен выдающийся астроном и математик Региомонтан (Иоганн Мюллер, 1436—1476). В 1476 Сикст IV ввел праздник Непорочного зачатия (8 декабря).

### Покровитель искусств

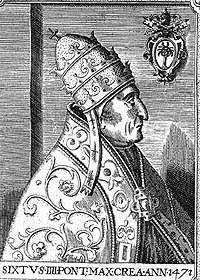
Сикст IV

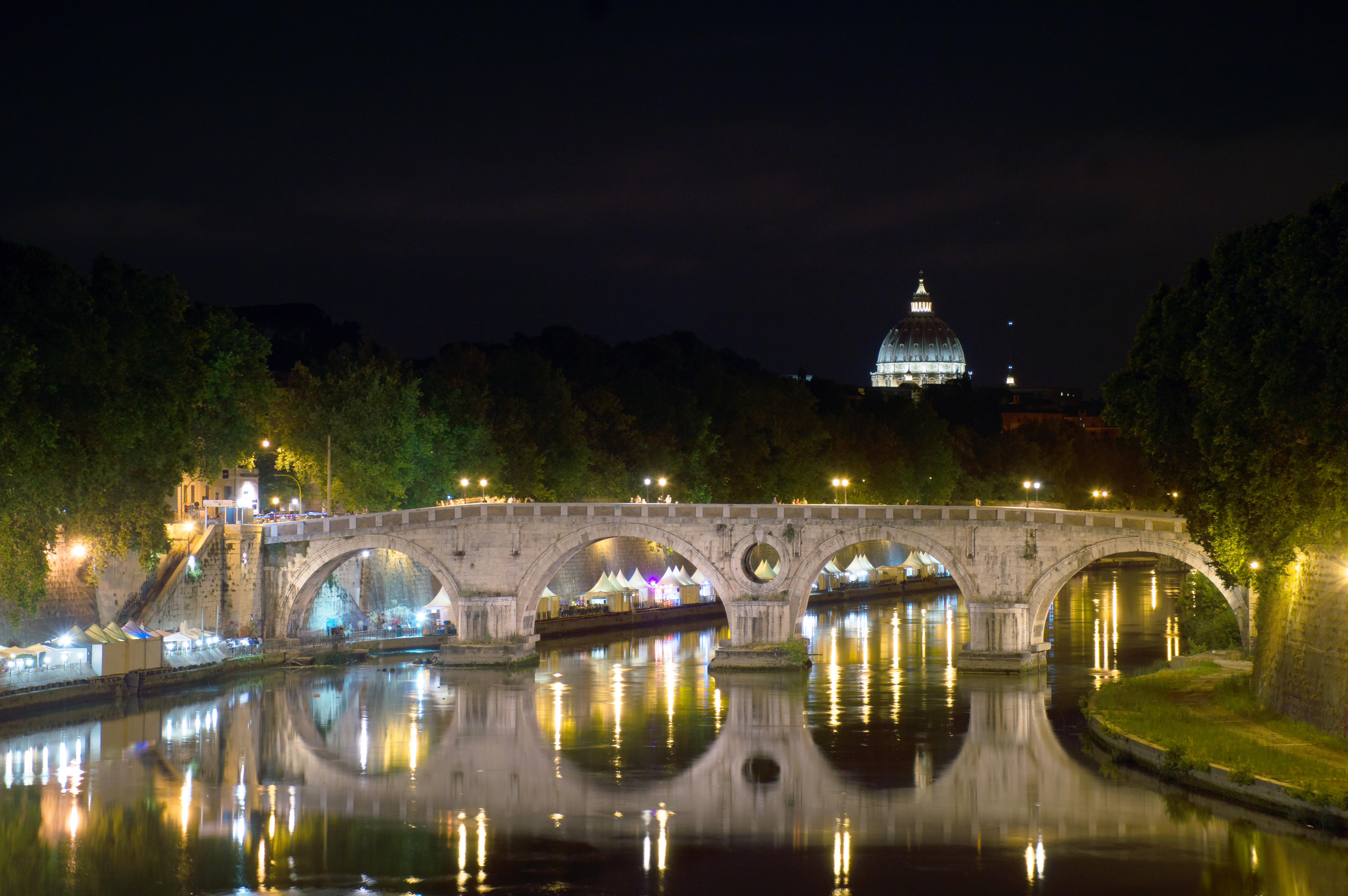
Мост Сикста, первый мост, построенный в Риме со времен Римской империи, — инициатива Сикста IV

Большое внимание папа уделял развитию искусства. Его именем названы Сикстинская капелла при папских покоях в Ватикане и парадный зал Ватиканской апостольской библиотеки.
Сикст IV восстановил 30 ветхих церквей Рима, в том числе Сан-Витале (1475) и Санта-Мария-дель-Пополо, а также построил семь новых, включая Санта-Мария-делла-Паче.
В начале своего папства в 1471 году Сикст пожертвовал несколько исторически ценных римских скульптур, которые заложили основу папской коллекции искусства, которая в конечном итоге переросла в первый в мире публичный музей — Капитолийский.
В дополнение к этому, Сикст был покровителем наук. Он издал папскую буллу, позволявшую епископам передавать тела казнённых преступников и неопознанные трупы врачам и художникам для вскрытия. Именно этот доступ к трупам позволил анатому Везалию завершить революционный трактат О строении человеческого тела.

### Смерть
Могила папы Сикста была разрушена во время разграбления Рима в 1527 году. Ныне его останки вместе с останками его племянника папы Юлия II (Джулиано делла Ровере) похоронены в базилике Святого Петра. Простой мраморный надгробный памятник отмечает место захоронения.
Бронзовый памятник работы Антонио дель Поллайоло в виде гигантского ларца находится в Ватиканских гротах. Верхняя его часть изображает папу в лежачем положении. По бокам — рельефные панели, изображающие аллегорические женские фигуры искусства и науки (грамматика, риторика, арифметика, геометрия, музыка, живопись, астрономия, философия и теология). Каждая фигура включает в себя дуб («Ровере» на итальянском языке) — символ Сикста IV.

## Семья
У Сикста IV был один брат, Рафаэль делла Ровере, римский сенатор, и пять сестёр. У старшей из них, Луцины, было трое сыновей от Джованни Бассо. Сикст сделал Джироламо Бассо кардиналом архиепископом Генуи, а Антонио Бассо — графом ди Сора. Ещё одна папская сестра, Бьянка, была замужем за Паоло Риарио, помогавшим брату жены, когда тот был студентом. Её сыновей Джироламо и Пьетро, любимцев Сикста, упорные слухи называли даже не племянниками, а бастардами папы, хотя доказательств этого нет. Стараниями дяди Джироламо стал знаменосцем войск папы, сеньором Имолы и Форли и зятем миланского герцога Галеаццо Сфорца, а Пьетро—кардиналом.
Из сыновей папского брата один стал кардиналом, а позже и папой, второй — герцогом ди Сора, третий — синьором Синигальи и предком герцогов Урбинских.

## Критика
Несмотря на несомненные заслуги в развитии культуры эпохи Возрождения, понтификат Сикста IV, который в большой степени способствовал обмирщению папской курии, был в целом критически оценен многими церковными писателями и историками. «Папа этот, — писал Макиавелли,— был первым, который доказал, насколько большой властью он располагает и сколько дел, которые впоследствии оказались ошибками, можно скрыть под плащом папского авторитета».

## Детали
- Сикст IV — первый папа, носящий имя Sixtus. Сикст I, Сикст II, Сикст III официально носят имя Xystus. В русской литературе можно встретить оба имени — Сикст и Ксист.
- Папа Сикст IV — дядя папы Юлия II;
- Именно папа Сикст IV постановил проводить Конклав в Сикстинской Капелле Апостольского дворца.

## Память
- Сикст IV изображён на почтовой марке Ватикана 1975 года.

## Образ в искусстве

### В кино
- «Демоны Да Винчи» (2013) — фэнтезийный псевдоисторический сериал, Сикста IV играет Джеймс Фолкнер.
- «Медичи» (2016) — во втором сезоне сериала Сикст IV вначале союзник, а потом противник Медичи. Его играют Рауль Бова (2 сезон) и Джон Линч (3 сезон).
- Телесериал «София» (2016) — Сикста IV играет Владас Багдонас.